# Sulom-Bek Oskanov
Sulom-Bek Susarkulovich Oskanov (en ruso: Суламбе́к Сусарку́лович Оска́нов; 8 de enero de 1943 – 7 de febrero de 1992) fue un piloto soviético de etnia ingusetia y mayor general de la Fuerza Aérea Soviética y más tarde rusa que dirigió el Centro de Entrenamiento de Combate de Lípetsk. Después de su muerte en un accidente aéreo en el que optó por no eyectarse del avión, lo que lo hubiera salvado, para así evitar bajas civiles en tierra, se le otorgó póstumamente el título de Héroe de la Federación de Rusia; fue la segunda persona en recibir dicho título después del cosmonauta Serguéi Krikaliov y el primero que lo recibió póstumamente. 

## Biografía
Sulom-Bek Oskanov nació en 1943 en Plievo, una pequeña localidad rural en la RASS de Chechenia e Ingusetia (ahora en el raión de Nazran de la República de Ingusetia en Rusia), entonces parte de la Unión Soviética. En el seno de una familia de campesinos ingusetios. Después de graduarse en la escuela local, ingresó en una escuela vocacional en Grozni y, al mismo tiempo, estudió en el club de vuelo local.
En 1962, ingresó en el Ejército Soviético. En 1966 se graduó con honores en la Escuela Superior de Pilotos de Aviación Militar de Kachin y se convirtió en piloto instructor con el grado de teniente. En marzo de 1969 fue nombrado subcomandante de un escuadrón de aviación de entrenamiento. En 1974, después de graduarse en la Academia Militar-Política, Oskanov fue designado para el puesto de subcomandante político del regimiento de aviación de combate del Grupo de Fuerzas Soviéticas en Alemania. Fue galardonado con el título de Piloto Militar de Primera Clase. Luego, el coronel Oskanov fue nombrado inspector piloto sénior del Servicio de Seguridad de Vuelo de la Fuerza Aérea de la URSS. Fue uno de los primeros en dominar el caza de cuarta generación MiG-29.
Entre 1984 y 1986, asumió el puesto de subcomandante de la unidad de aviación de combate del Grupo de Fuerzas Soviética Sur (estacionadas en Hungría). Luego, en enero de 1987, fue nombrado subdirector del Centro de Entrenamiento de Combate y Reciclaje del Personal de Vuelo de la Fuerza Aérea de la URSS en la ciudad de Líeptsk.
El 6 de mayo de 1989 fue ascendido al rango de mayor general de Aviación y ese mismo año se convirtió en el comandante del Centro de Entrenamiento de Combate de Líeptsk. En 1990 defendió con éxito su tesis y se convirtió en Candidato de Ciencias Militares. Al año siguiente, se graduó de la Academia Militar del Estado Mayor General de las Fuerzas Armadas de URSS.
Oskanov se había reunido con Dzhojar Dudáyev y era amigo de Ruslán Áushev.

### Último vuelo
El 7 de febrero de 1992, durante un vuelo de entrenamiento en condiciones meteorológicas difíciles, el avión MiG-29 que pilotaba experimentó una falla en el indicador de actitud, por lo que perdió la orientación espacial en condiciones de poca visibilidad. Al salir de las nubes, el piloto vio un asentamiento frente a él. A costa de su propia vida, logró evitar que el avión se estrellara contra el pueblo de Jvorostianka (óblast de Lípetsk), alejándose de la zona habitada en los últimos segundos del vuelo. El avión se estrelló en un campo cerca de las afueras del pueblo de Kazelki.
El 11 de marzo de 1992, mediante el decreto n.º 384 del presidente de la Federación Rusa «por el coraje y el heroísmo mostrados en el desempeño del deber militar» fue galardonado (póstumamente) con el título de Héroe de la Federación de Rusia. Fue enterrado en su pueblo natal de Plievo en la República de Ingusetia.

## Honores y condecoraciones

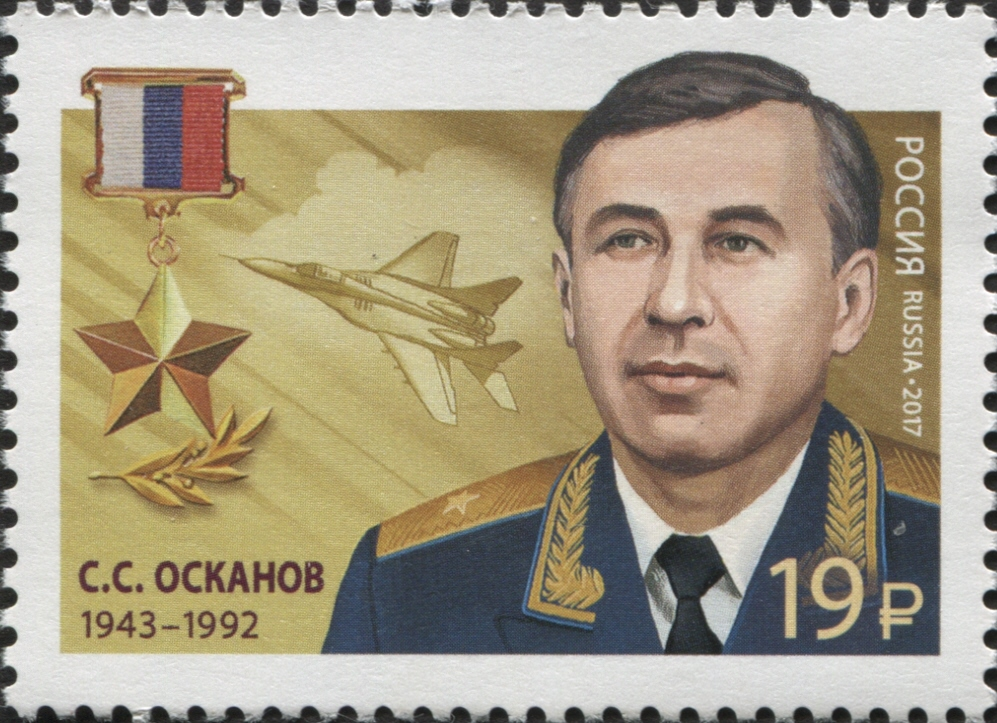
Sello de correos de Rusia de 2017 de la serie «Héroes de la Federación de Rusia»

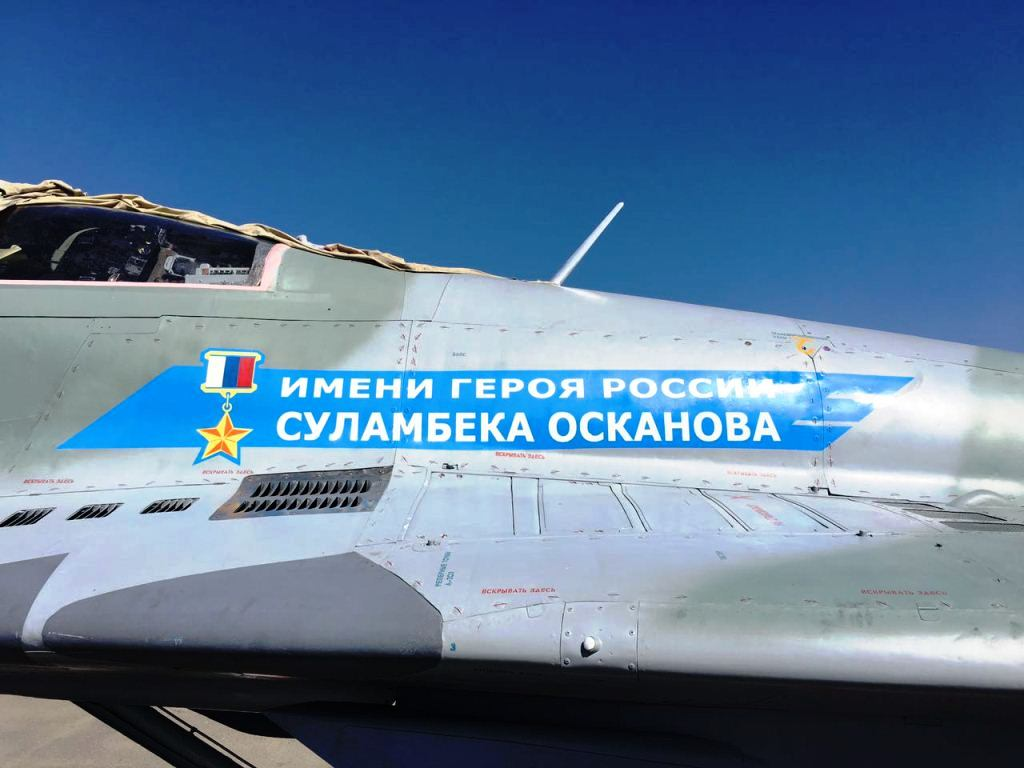
MiG-29 con el nombre del Héroe de la Federación de Rusia Sulam-Bek Oskanov

- Héroe de la Federación de Rusia (N.º 2; 11 de marzo de 1992).[4]
- Orden de la Estrella Roja
- Orden del Servicio a la Patria en las Fuerzas Armadas de la URSS de 3.er grado
- Medalla Conmemorativa por el Centenario del Natalicio de Lenin «Por valor militar»
- Medalla Conmemorativa del 20.º Aniversario de la Victoria en la Gran Guerra Patria de 1941-1945
- Medalla de Veterano de las Fuerzas Armadas de la URSS
- Medalla del 50.º Aniversario de las Fuerzas Armadas de la URSS
- Medalla del 60.º Aniversario de las Fuerzas Armadas de la URSS
- Medalla del 70.º Aniversario de las Fuerzas Armadas de la URSS
- Medalla por Servicio Impecable de 1.er grado

Además se nombró en su honor una calle en la ciudad de Lípetsk, una calle y la plaza central de la localidad de Ordzhonikidzevskaya (actual Sunzha), y se erigió un monumento en su honor en la plaza, una escuela en Nazrán y el aeropuerto de Magás en Ingusetia. En la escuela secundaria N.º 13 del pueblo de Plievo, donde estudió en su infancia, se inauguró un museo que lleva su nombre. Un MiG-29S de la Fuerza Aérea de Rusia y un Boeing 767 de Utair fueron nombrados en su honor.
En 2017, se emitió en Rusia un sello postal (N.º 2195) con el retrato de Sulom-Bek Oskanov.